# Christus in de woestijn (schilderij)
Christus in de woestijn (Russisch: Христос в пустыне) is een schilderij van Russisch kunstschilder Ivan Kramskoj dat in 1872 gereed kwam. Het werk geeft een weergave van de verzoeking van Jezus Christus en wordt bewaard in de Tretjakovgalerij te Moskou.

## Beschrijving
Christus in de woestijn is een van Kramskojs bekendste werken. Hij heeft met deze compositie voor een religieus onderwerp gekozen waarbij menselijke, morele en filosofische aspecten aan bod komen en tegelijkertijd een interpretatie van het leven en de gevoelens van Christus wordt weergegeven.
Het thema van het schilderij grijpt terug op de synoptische evangeliën, waarin onder meer het vasten van Christus in de woestijn beschreven wordt. Christus wordt afgebeeld op een grijze steen in een tamelijk grauwe omgeving. Kramskoj maakte voor deze compositie gebruik van koele kleuren, waarmee gesuggereerd wordt dat het tafereel plaatsvond tijdens zonsopgang. De lijn van de horizon is relatief laag geplaatst en verdeelt het werk in twee vrijwel gelijke delen. Daarbij staat de onderste helft, een koude steenwoestijn, in contrast met de bovenste helft, waar het licht symbool staat voor hoop en een nieuw begin. Christus is afgebeeld in een op de omgeving afgestemd, zwart met rood gewaad.
De keuze voor onopvallende kledij bood Kramskoj de gelegenheid om meer nadruk te leggen op het gezicht en de handen van Christus. Op deze manier kon hij deze aspecten meer menselijkheid en geloofwaardigheid meegeven. De in elkaar gevouwen handen vormen het middelpunt van het schilderij en dienen samen met het gelaat als voornaamste aandachtstrekker van het werk. Het is een statisch beeld, maar de emoties van Christus zijn duidelijk actief, ondanks het leed dat hij al heeft doorstaan en het leed dat nog zal volgen.

## Achtergrond

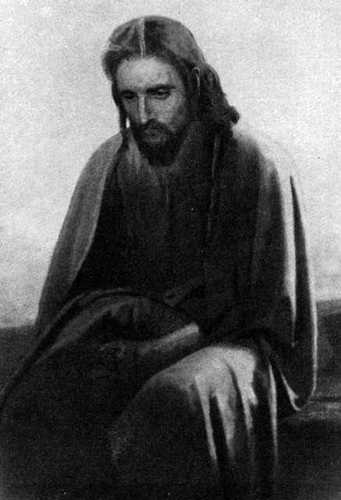
Eerste versie

Reeds aan het begin van de jaren 60 van de 19e eeuw, toen Kramskoj studeerde aan de Russische kunstacademie in Sint-Petersburg en erg gepassioneerd was over het werk van Aleksandr Ivanov, voelde hij zich aangetrokken tot de verzoeking van Christus. De verschijning van Christus aan de mensen, een schilderij van Ivanov, maakte het voor Kramskoj duidelijk dat hij aan de slag wilde gaan met het creëren van een Russische versie van Christus. De Italiaanse variant voelde voor hem aan als een vreemdeling, ondanks dat hij hem wél mooi vond.
Aan het einde van de winter van 1863 op 1864 kwam Ilja Repin op 19-jarige leeftijd op bezoek bij Kramskoj in het appartement in Sint-Petersburg van de laatstgenoemde. Nadat Repin in de woning zowel uit klei vervaardigd als op doek geschilderd het hoofd van Christus gezien had, uitte Kramskoj zijn gevoelens over de tragedie in het leven van Christus, de verzoeking in de woestijn en over het feit dat normale mensen ook met zulke verleidingen geconfronteerd kunnen worden tegenover zijn gast.
De eerste versie van het schilderij dateert uit 1867. Het was een boer uit een sloboda die voor Kramskoj poseerde. Met het uiteindelijke resultaat was Kramskoj echter niet tevreden en hij kwam tot de conclusie dat de verticale compositie waar hij gebruik van had gemaakt niet strookte met datgene wat hij trachtte af te beelden. In deze eerste versie was het gehele schildersdoek gebruikt om alleen het gezicht van Christus af te beelden, waardoor er geen ruimte meer overbleef voor een woestijn als omgeving.
In november 1871 begon Kramskoj te werken aan Christus in de woestijn. Hij vertrok daarna naar de Krim om zelf te ervaren hoe het was om alleen te zijn in de bergen. Hij zette zijn werk voort in de zomer van 1872 in zijn datsja in Loega, waar hij samen met collegae als Ivan Sjisjkin en Konstantin Savickij woonde. Gedurende zijn tijd hier leed hij aan kortademigheid en slapeloosheid, waarschijnlijk vanwege de enorme hoeveelheid werk die hij stak in het perfectioneren van Christus zoals hij hem wenste. Van eind juni tot eind september werkte hij gestaag verder aan zijn compositie.